# Chardinomys bilikeensis
Chardinomys bilikeensis is een fossiel knaagdier uit het geslacht Chardinomys dat gevonden is in het Vroeg-Yushean (Vroeg-Plioceen) van Bilike in Binnen-Mongolië. Deze soort is bekend van drieëntwintig losse tanden en drie fragmentarische kaken. De soort is genoemd naar Bilike, de typelocatie. Het is de oudste en primitiefste soort van het geslacht. Deze soort heeft brachydonte kiezen. Op de eerste bovenkies (M1) zijn de knobbels t1 en t4 verlengd. Soms zit er een apart knobbeltje bij deze knobbels. De t5 en t6 zijn vaak met elkaar verbonden. Het precingulum is bijzonder duidelijk aanwezig. De knobbel c4 op de eerste onderkies (m1) is meestal duidelijk aanwezig. De M1 heeft drie of vier wortels, de m1 twee of drie. De M1 is 1,69 tot 2,36 bij 1,36 tot 1,44 millimeter, de M2 1,20 tot 1,40 bij 1,16 tot 1,24 millimeter, de M3 0,96 tot 1,10 bij 1,00 tot 1,08 millimeter, de m1 1,80 tot 1,92 bij 1,20 tot 1,32 millimeter, de m2 1,28 tot 1,44 bij 1,24 tot 1,40 millimeter en de m3 1,04 tot 1,12 bij 1,00 tot 1,04 millimeter.
Chardinomys bilikeensis · Chardinomys louisi · Chardinomys nihowanicus · Chardinomys yusheensis